# Sachalin-1

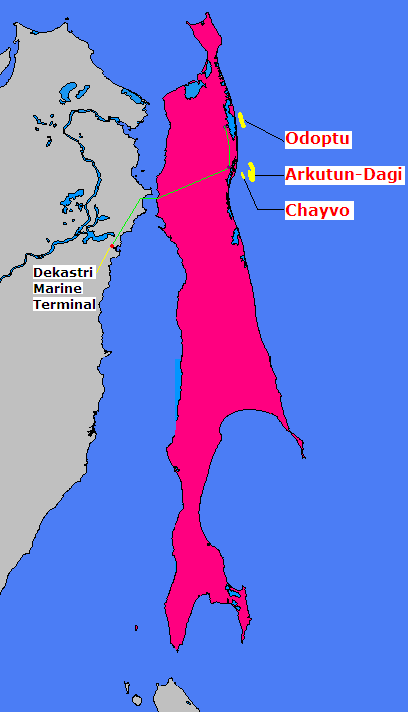
Exploitatiegebieden van Sachalin-1

Sachalin-1 (Russisch: Сахалин-1) is een olie- en gasproject aan de noord- en oostzijde van het Russische eiland Sachalin in de Zee van Ochotsk. Het project ging van de onderzoeksfase naar de productiefase in oktober 2001. Het was met buitenlandse investeringen van meer dan 6 miljard dollar in 2006 een van de grootste buitenlandse investeringen in Rusland. De totale investeringen worden geschat op 12 miljard dollar. Hiertoe behoren ook investeringen in de infrastructuur en ontwikkelingsgelden voor het eiland zelf (100 miljoen dollar). De directe inkomsten voor Rusland worden geschat op 40 miljard dollar. Ook werd werk gegenereerd voor naar schatting 13.000 mensen in Rusland. In 2006 was ruim 2,8 miljard dollar uitgegeven aan het bestrijden van de lokale werkloosheid en aan belastingen voor de Russische staat.
Sachalin-1 is het eerste van 6 projecten aan de noord- en oostzijde van het eiland. Sachalin-2 wordt tegelijkertijd uitgevoerd.
De PSA werd getekend in juni 1996 en geldt voor 20 jaar (vanaf 2001). Latere productie is gepland via verdere langetermijngasverkoopcontracten tot 2050.

## Operatiegebied
Het exploitatiegebied bevat naar schatting in totaal 2,3 miljard vaten olie (307 miljoen ton) en 485 miljard m³ aardgas. Alle exploitatiegebieden liggen offshore, maar veel van de voorzieningen staan op het eiland. Het project heeft 3 concessiegebieden:
- Het Tsjajvo-aardolieveld (Чайво, ontdekt in 1979) - het eerste project dat begon met productie op 1 oktober 2005. De aardolie wordt onder andere geleverd aan de staatsbedrijven van kraj Chabarovsk, maar is verder vooral voor de export bestemd.
- Odoptoe (Одопту, ontdekt in 1977) - aardgasveld
- Arkoetoen Dagi (Аркутун-Даги, ontdekt in 1989) - aardolie- en aardgasveld

### Jastreb
Het eerste boorplatform van Sachalin-1 is de Jastreb (Ястреб; "havik"), het krachtigste landboorplatform ter wereld, dat ontworpen is voor bestendigheid tegen de frequente aardbevingen in het gebied. Er is gekozen voor een boorplatform op het eiland, omdat de Zee van Ochotsk gedurende 4 maanden per jaar is bevroren. Het 75 meter hoge platform wordt beheerd door Parker Drilling Company en haalt haar olie via een 10 kilometer lange pijpleiding uit 20 boorputten, die tot 2600 meter diep de olie omhoogpompen.

### Pijpleiding
Onderdeel van het project is een 220 kilometer lange pijpleiding over de Tatarensont van Sachalin naar de zeehaven De-Kastri op het Russische vasteland. Vanuit De-Kastri wordt het verder vervoerd via tankers naar de Zuidoost-Aziatische markten.

## Deelnemers
Het project onder leiding van Exxon-Neftegas, een dochterbedrijf van ExxonMobil (belang van 30%) en bestaat uit een consortium, waaraan verder de Russische bedrijven Sachalinmorneftegaz-Sjelf (11,5%, onderdeel van staatsoliebedrijf Rosnefts Rosneft-Sachalinmorneftegaz) en RN-Astra (8,5%, dochterbedrijf van Rosneft), het Japanse bedrijf Sakhalin Oil and Gas Development Co. (30%, de belangrijkste aandeelhouders hiervan zijn JNOC, JAPEX, Itochu en Marubeni) en het Indische bedrijf ONGC Videsh Limited (30%, onderdeel van het Indische nationale oliebedrijf ONGC).